# Сделай шаг
«Сделай шаг» (англ. «Make it happen») — художественный фильм 2008 года производства США. Мировая премьера - 8 августа 2008 года.

## Сюжет
Лорин, молодая девушка из штата Индиана, мечтает стать танцовщицей и поступить в Чикагскую школу музыки и танца. Однако её попытка провалилась. Не желая сдаваться, она устраивается бухгалтером в бурлеск-клуб. Воспользовавшись опозданием одной из танцовщиц, она пробует себя в танце и заслуживает одобрения владелицы клуба. В дальнейшем она успешно выступает вместе с основными танцовщицами.
Она находит друзей, добивается поддержки брата и всё же поступает в Школу музыки.

## В ролях
| Актёр                   | Роль         |
| ----------------------- | ------------ |
| Мэри Элизабет Уинстэд   | Лорин        |
| Тесса Томпсон           | Дана         |
| Райли Смит (англ.)      | Рассел       |
| Джон Рирдон             | Джоэл        |
| Юлисса Бермудес (англ.) | Кармен       |
| Эшли Робертс            | Брук         |
| Карен ЛеБлан            | Бренда       |
| Гордон Тэннер           | Дэвид Лансер |

## Слоганы
- «У каждого есть мечта...»
- «Hear the music. Feel the beat.» (перевод: «Слушай музыку. Чувствуй ритм.»)

## Музыка

### Саундтрек
1. Che'Nelle - «Teach me how to dance »(3:27)
2. Zshatwa feat. OZ - «Put it down »(4:08)
3. MoZella - «Going home» (4:19)
4. Jamelia - «Hustle» (3:32)
5. Bittersweet - «Get what I want» (3:25)
6. Lady Sovereign - «Hoodie» (3:37)
7. Elisabeth Withers - «Get your shoes on »(2:55)
8. Roisin Murphy - «Ruby blue» (2:48)
9. Lil Mama feat. Chris Brown and T-Pain - «Shawty get loose» (3:29)
10. Ohmega Watts feat. Theory Hazit - «Triple double» (4:09)
11. Alana D - «Break it down» (3:21)
12. UnkleJam - «Love ya» (3:42)
13. Keke Palmer - «Bottoms up» (3:41)
14. Jamelia - «Beware of the dog» (3:11)
15. Salt'N'Pepa - «Push it» (3:28)
16. Lady GaGa feat. Colby O'Donis - «Just dance» (4:02)

## Студии
- Производство: The Mayhem Project
- Спецэффекты: LOOK! Effects Inc.
- Студия дубляжа: Пифагор
- Прокат: West (Россия)